# Heckenwirt

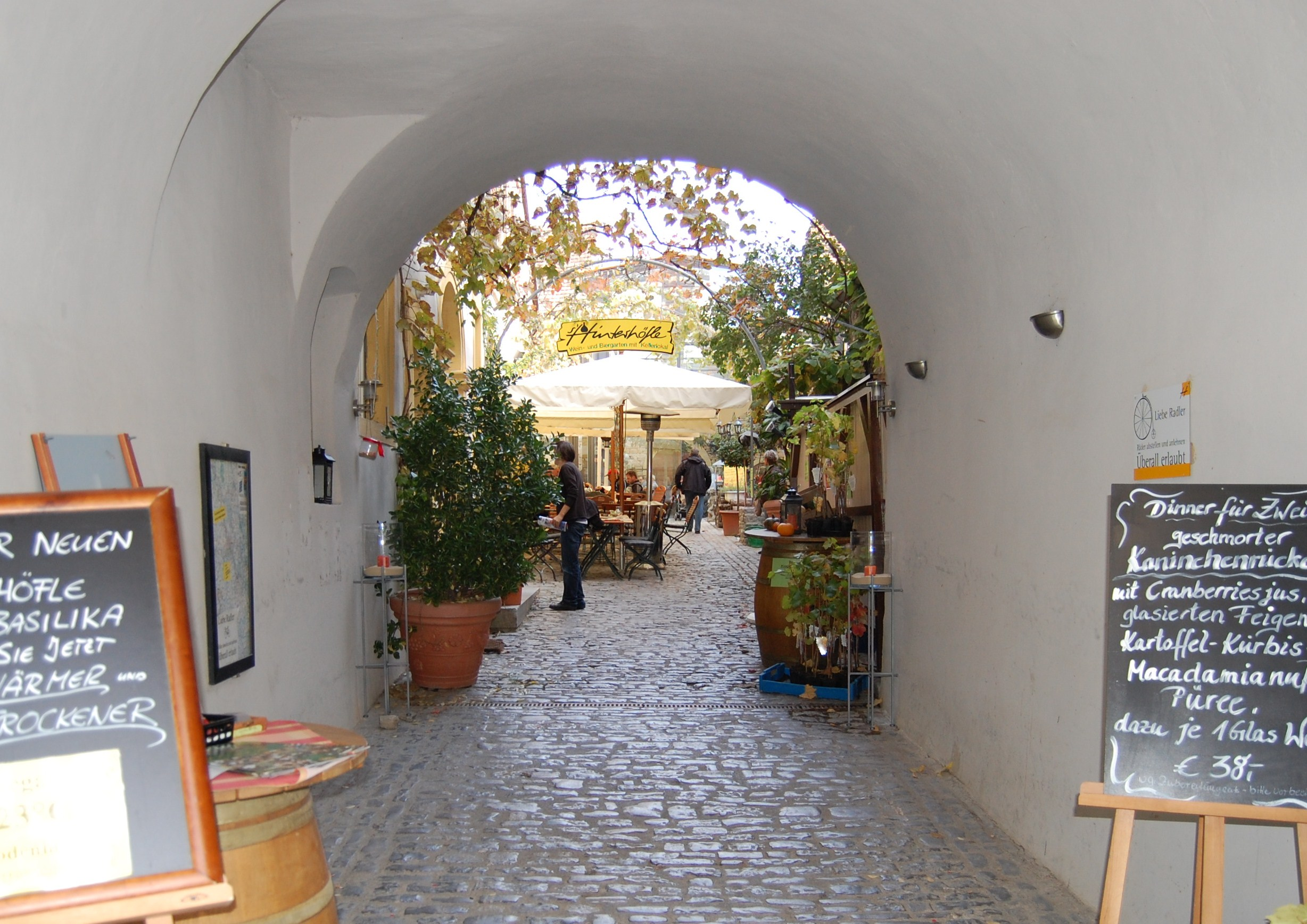
Heckenwirtschaft in Volkach

Der Begriff Heckenwirt kennt zweierlei Bedeutungen.
Zum einen bezeichnet man damit einen Gastwirt, der eine „Winkelschänke“ betreibt. Eine derartige Schänke besitzt keine offizielle Schankerlaubnis, sie wird unerlaubt betrieben. Getränke werden nur im Verborgenen ausgeschenkt. Heckenwirte galten in früheren Zeiten als liederlich, man sagte ihnen auch Kuppelei nach.
„Heckenwirt“ wird in der heutigen Zeit üblicherweise als Schimpfwort für einen unseriösen Wirt mit einer ungepflegten Kneipe benutzt.
Zum anderen werden auch Wirte mit diesem Begriff bezeichnet, die vorübergehend (saisonal) offiziell Most oder Wein verzapfen und zum Zeichen vor ihrem Haus gut sichtbar einen Tannenast, einen bunten Strauß („Straußwirtschaft“) oder eine Hecke (Weinrebe) aushängen. Im österreichischen Sprachraum wird die Straußwirtschaft „Buschenschänke“ genannt.